# Гемоцитобласт
Гемопоэтические стволовые клетки (ГСК, также называемые гемоцитобластами) — это самые ранние предшественники клеток крови, которые дают начало всем остальным клеткам крови и происходят от гемангиобластов и прегемангиобластов, а те, в свою очередь — от клеток первичной эмбриональной мезодермы. Гемопоэтические стволовые клетки находятся в красном костном мозгу, который, в свою очередь, находится внутри полостей большинства костей.
Плюрипотентные гемопоэтические стволовые клетки (гемоцитобласты) дают начало как миелоидным клеткам (моноцитам и макрофагам, трём разновидностям гранулоцитов — нейтрофилам, базофилам и эозинофилам, а также эритроцитам, мегакариоцитам/тромбоцитам, миелоидным дендритным клеткам), так и лимфоидным клеткам (Т-лимфоцитам, B-лимфоцитам, NK-лимфоцитам, лимфоидным дендритным клеткам). Именно в силу такого разнообразия (плюрализма) возможностей для дифференцировки их называют «плюрипотентными» или «универсальными». Ранее считалось, что плюрипотентные гемопоэтические стволовые клетки (гемоцитобласты) — это наиболее ранние из гемопоэтических стволовых клеток, встречающихся в постнатальном (то есть, уже родившемся) и тем более во взрослом организме. Однако в последнее время доказано наличие в постнатальном и даже во взрослом организме небольшого количества ещё более ранних, «пре-гемопоэтических», и ещё более плюрипотентных (то есть имеющих ещё больше различных возможностей для дифференцировки по тому или иному пути) стволовых клеток, могущих стать как гемопоэтическими стволовыми клетками (гемоцитобластами), так и стволовыми клетками эндотелия сосудов (ангиобластами) — так называемых клеток гемогенного эндотелия, гемангиобластов и даже прегемангиобластов. Более того, обнаружилось, что, по-видимому, в некоторых специфических обстоятельствах плюрипотентные гемопоэтические клетки способны к «обратной дифференцировке» — частичной «раздифференцировке» обратно в гемангиобласты и прегемангиобласты (а те, естественно, способны к созреванию в гемоцитобласты). То есть дифференцировка в этой клеточной системе не всегда идёт в одном направлении, от менее дифференцированных клеток к более дифференцированным, и определённое количество гемангиобластов и прегемангиобластов всегда поддерживается во взрослом организме «про запас», при необходимости даже путём «обратной дифференцировки» (которая возможна только на этом этапе, но не на более поздних).
В связи со всеми этими новыми данными определение термина «гемопоэтическая стволовая клетка» сильно изменилось за последние два десятилетия. В настоящее время общепризнано, что гемопоэтические (равно как и пре-гемопоэтические — гемангиобластные) стволовые клетки не представляют собой какую-то единую, однородную гомогенную популяцию одинаковых по своим свойствам клеток, а составляют сложную гетерогенную смесь различных субпопуляций гемопоэтических стволовых клеток разной степени зрелости (находящихся на разных стадиях дифференцировки), и обладающих несколько различными поверхностными антигенами (кластерами дифференцировки), разным временем жизни, разной краткосрочной и долгосрочной регенеративной активностью, разными профилями экспрессии генов и разными эпигенетическими программами дальнейшей дифференцировки, заложенными в них. А гемопоэтическая (кроветворная) ткань костного мозга содержит как собственно ранние гемопоэтические и пре-гемопоэтические стволовые клетки разных субпопуляций и разной степени зрелости, обладающие разными краткосрочными и долгосрочными регенеративными возможностями, так и более поздние, уже полностью или частично коммиттированные (рекрутированные) в ту или иную линию кроветворных клеток, мультипотентные, олигопотентные, бипотентные и унипотентные клетки-предшественники. Собственно, ранние гемопоэтические стволовые клетки (гемоцитобласты) составляют всего лишь 1 из каждых 10 000 клеток в кроветворной (миелоидной) ткани красного костного мозга. Ещё более ранних, пре-гемопоэтических стволовых клеток (гемангиобластов и прегемангиобластов) в кроветворной ткани костного мозга ещё меньше, приблизительно 1: 50 000. Однако чем более ранней является гемопоэтическая стволовая клетка, тем выше её пролиферативная активность и её способность к регенерации, поэтому сравнительно небольшое их количество (в экспериментах на мышах — всего одна гемопоэтическая стволовая клетка) способно реконституировать всю или почти всю кроветворную ткань после её уничтожения сублетальными дозами ионизирующей радиации или цитостатической химиотерапии. На этом основан принцип высокодозной химиотерапии и трансплантации гемопоэтических стволовых клеток.
Как уже было сказано выше, гемопоэтические стволовые клетки являются гетерогенной популяцией, состоящей, на самом деле, из нескольких субпопуляций клеток с разными эпигенетическими программами дальнейшего развития. Так, выделяют три класса гемопоэтических стволовых клеток, различающихся по соотношению лимфоидных и миелоидных клеток (L/M ratio) в популяции их потомков. Миелоидно-уклоняющиеся ГСК (My-bi, от Myeloid-biased) имеют низкое соотношение L/M (0 < L/M < 3), лимфоидно-уклоняющиеся ГСК (Ly-bi, от Lymphoid-biased) имеют высокое соотношение L/M (L/M > 10), а так называемые «сбалансированные» ГСК (Bala, от Balanced) имеют промежуточное соотношение L/M (3 ≤ L/M ≤ 10). Только миелоидно-уклоняющиеся и «сбалансированные» ГСК являются долгоживущими и способны к длительному самовозобновлению популяции. Лимфоидно-уклоняющиеся ГСК — сравнительно короткоживущие. В дополнение к этим данным, эксперименты с последовательной трансплантацией тех или иных типов ГСК показали, что каждый подтип ГСК в условиях другого организма сохраняет свои «предпочтения» в отношении путей дифференцировки и предпочтительным образом воссоздаёт типичное для него распределение типов клеток крови (лимфоидных или миелоидных), характерное для данного подтипа, что заставляет предполагать наличие у этих клеток унаследованной эпигенетической программы дальнейшей дифференцировки для каждого подтипа, на которую оказывает сравнительно малое влияние свойства микроокружения (в частности, внутренняя среда нового организма).
Изучение гемопоэтических стволовых клеток в течение последних 50 лет привело к значительно более глубокому пониманию их свойств, функций и природы. Прогресс в этом понимании сделал возможным широкое применение трансплантации гемопоэтических стволовых клеток при лечении злокачественных опухолей (особенно опухолей системы крови — лейкозов и лимфом), ряда генетических, иммунологических (например, тяжёлый комбинированный иммунодефицит) и гематологических (например, миелодиспластический синдром) заболеваний.